# Romanticismo in Polonia
Il Romanticismo in Polonia fu un periodo nell'evoluzione delle arti e della cultura polacca che iniziò con la pubblicazione del primo poema di Adam Mickiewicz nel 1822, e che terminò con la soppressione della rivolta di Gennaio nel 1864. Quest'ultimo evento aprì una nuova era nella cultura polacca: il Positivismo.
Il Romanticismo polacco, diversamente dal Romanticismo nel resto d'Europa, non fu limitato ai campi della letteratura e dell'arte. Proprio per le caratteristiche peculiari della storia polacca, tra cui le spartizioni della Polonia, esso costituì un movimento idealistico, politico e filosofico che espresse le idee e il modo di vivere di una grande porzione del popolo polacco.     
Il Romanticismo polacco si distingue in due periodi separati: 1820—1832 e 1832—1864. Nel primo, i romantici polacchi furono fortemente influenzati da altri romantici europei; la loro arte rappresentò le emozioni e l'irrazionalità, la fantasia e l'immaginazione, il culto della personalità, il folklore e la vita della nazione, oltre alla propagazione dell'ideale della libertà. Gli scrittori più famosi del periodo furono Adam Mickiewicz, Seweryn Goszczyński, Tomasz Zan e Maurycy Mochnacki.
Nel secondo periodo, molti dei romantici polacchi operarono all'estero, a causa delle loro idee sovversive, banditi dalla Polonia dalle potenze occupanti. Il loro lavoro divenne sempre più dominato da ideali nazionalisti e dalla battaglia per riconquistare l'indipendenza della nazione. Divennero più espliciti gli elementi di misticismo. Si sviluppò l'idea del poeta-wieszcz; il wieszcz (bardo) operava come leader spirituale della nazione che combatteva per l'indipendenza: l'artista principale riconosciuto come tale fu Adam Mickiewicz. Il suo famoso poema epico Pan Tadeusz descrive il suo amore per la terra e il popolo della sua madrepatria:
(Incipit del Pan Tadeusz)
Può sembrare strano che un poeta polacco invochi la Lituania e non la Polonia. Ciò è dovuto al fatto che Mickiewicz crebbe nell'ambiente multiculturale della Confederazione Polacco-Lituana, che aveva unito gran parte di quelli che oggi sono i diversi Paesi di Polonia, Lituania, Bielorussia ed Ucraina. Egli è spesso considerato di origini lituane dai lituani, mentre i Bielorussi lo dichiarano essere uno di loro, dal momento che nacque nel territorio dell'attuale Bielorussia.
Tra gli altri principali scrittori romantici polacchi attivi all'estero ci sono Juliusz Słowacki, Zygmunt Krasiński e Cyprian Kamil Norwid. 
Molti scrittori romantici, invece, rimasero attivi nella Polonia divisa e occupata: Józef Ignacy Kraszewski, Wincenty Pol, Władysław Syrokomla, Narcyza Żmichowska.  
Le idee romantiche non influenzarono solo la letteratura, ma anche la pittura e la musica. Esempio della pittura romantica polacca è l'opera di Piotr Michałowski. Lo sviluppo dell'arte polacca subì le forti influenze della musica di Fryderyk Chopin e Stanisław Moniuszko.
Uno dei caratteri unici del romanticismo polacco fu il collegamento con la storia polacca. Il Romanticismo polacco rivisse le vecchie tradizioni del Sarmatismo della nobiltà polacca (la szlachta); questo carattere non è osservabile in altre nazioni europee, dove il contrasto tra la gloria del passato e la miseria del presente non era così pronunciato, o non esisteva del tutto.

## Principali scrittori e poeti romantici
Tra i principali scrittori e poeti romantici polacchi vi sono:
- Feliks Bernatowicz (1786-1836)
- Ryszard Berwiński (1819-1879)
- Stanisław Bogusławski (?-1870)
- Kazimierz Brodziński (1791-1835)
- Antoni Czajkowski (1816-1873)
- Michał Czajkowski (1804-1886)
- Adam Jerzy Czartoryski (1770-1861)
- Jan Czeczot (1796-1846)
- Franciszek Salezy Dmochowski (1801-1871)
- Gustaw Ehrenberg (1818-1895)
- Aleksander Fredro (1791-1876)
- Antoni Gorecki (1787-1861)
- Seweryn Goszczyński (1801-1876)
- Klementyna Hoffmanowa (1798-1845)
- Antoni Malczewski (1793-1826)
- Teodor Tomasz Jeż (Zygmunt Miłkowski) (1824-1915)
- Kajetan Koźmian (1771-1856)
- Zygmunt Krasiński (1812-1859)
- Józef Ignacy Kraszewski (1812-1887)
- Teofil Lenartowicz (1822-1893)
- Jadwiga Łuszczewska (1834-1908)
- Adam Mickiewicz (1798-1855)
- Maurycy Mochnacki (1803-1834)
- Cyprian Kamil Norwid (1821-1883)
- Wincenty Pol (1807-1882)
- Mieczysław Romanowski (1834-1863)
- Henryk Rzewuski (1791-1866)
- Lucjan Siemieński (1807-1877)
- Juliusz Słowacki (1809-1849)
- Władysław Syrokomla (1823-2862)
- Kornel Ujejski (1823-1897)
- Maria Wirtemberska (1768-1854)
- Tomasz Zan (1796-1855)
- Narcyza Żmichowska (1819-1876)

Tra le altre importanti figure del periodo romantico vi furono:
- Aleksander Borkowski Dunin (1811 – 1896)
- Józef Borkowski Dunin (1809-1843)
- Edward Dembowski (1882-1846)
- Stanisław Kostka Potocki (1755-1821)
- Stanisław Moniuszko (1819-1872)
- Andrzej Towiański (1799-1878)
- Kazimierz Władysław Wójcicki (1807-1879)
- Fryderyk Chopin (1810-1849)
- Piotr Michałowski (1800-1855)